# DVD-RW

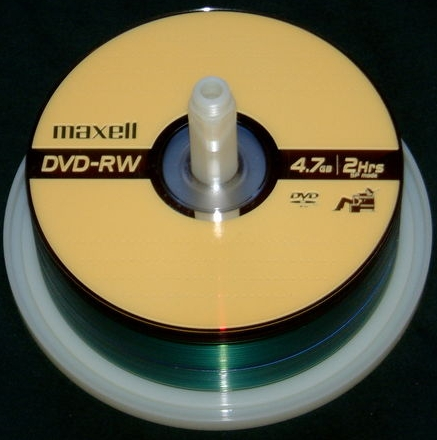
Płyty DVD-RW

DVD-RW – typ płyty w standardzie DVD. DVD-R i DVD-RW mogą przechowywać ok. 4,38 GB danych. Dane są zapisywane zarówno we wgłębieniach (pit), jak i pomiędzy nimi (land). Ten standard nośnika wymaga sformatowania płyty przed jej pierwszym użyciem. Nagrane nośniki cechują się niskim współczynnikiem odbicia, dlatego mogą występować problemy przy próbie odczytu w niektórych napędach optycznych. 
DVD-R służy do jednokrotnego zapisu, zaś DVD-RW do około 1000 razy. Płyty DVD-RW są wykorzystywane do przechowywania m.in. danych.
Do płyt DVD-RW jak i do wszystkich płyt rodzaju DVD stosuje się lasery świecące czerwonym światłem o długości fali 650 nm. Warstwa zabezpieczająca ma 0,6 mm, zaś szybkość odczytu przy prędkości 1x wynosi 1,39 MB/s. W miarę eksploatacji płyta traci swoje właściwości, co ma odzwierciedlenie w szybkości odczytu. 
Płyty DVD-R/RW są kompatybilne z odtwarzaczami DVD.